# Ron Hauge
Ron Hauge är en amerikansk författare av TV-serier. Hauge inledde sin karriär som medarbetare på humortidningen National Lampoon. Senare kom han att skriva för bland annat Seinfeld, In Living Colour, The Ren and Stimpy Show, samt en kortlivad nyversion av The Carol Burnett Show. Han skrev tolv avsnitt för The Ren and Stimpy Show, och tecknade även själv Stimpys tecknade film i avsnittet Stimpy's Cartoon Show. Hauge började arbeta med The Simpsons under seriens åttonde säsong. Han vann en Emmy för manuset till Homer's Phobia, vilket var det första manus han skrev till serien. Innan han började skriva, arbetade han som tecknare.

## Produktioner

### Avsnitt avThe Simpsons
- "Homer's Phobia"
- "The Canine Mutiny"
- "Miracle on Evergreen Terrace"
- "Dumbbell Indemnity"
- "Mayored to the Mob"
- "Treehouse of Horror X"
- "Missionary: Impossible"

### Avsnitt avSeinfeld
- "The Marine Biologist"
- "The Fusilli Jerry"